# Ainval-Septoutre
Ancienne commune de la Somme, la commune d'Ainval-Septoutre a existé de 1829 à 1965. Elle fut créée en 1829 par la fusion des communes d'Ainval et de Septoutre. En 1965, elle a été supprimée et rattachée à la commune de Grivesnes.
Ainval-Septoutre est citée dans le poème d’Aragon, Le conscrit des cent villages, écrit comme acte de Résistance intellectuelle de manière clandestine au printemps 1943, pendant la Seconde Guerre mondiale.